# Elysia asbecki
Espèce
Elysia asbecki est une espèce de mollusques marins de la famille des Plakobranchidae (ordre des Sacoglossa). Elle se rencontre dans l'Indopacifique et est capable de réaliser la kleptoplastie.

## Systématique
L'espèce Elysia asbecki a été décrite en 2010 par Heike Wägele (d), Kristina Stemmer (d), Ingo Burghardt (d) et Katharina Händeler (d).

## Description
Elysia asbecki est de couleur blanche parsemée de taches ou bandes orange, jaunes et brunes. Sa tête et son cou sont marqués de taches claires et des taches rouge/rose s'étendent de la tête à l’extrémité de la queue. Sa taille maximale est de 8 mm de longueur totale. Ses rhinophores sont enroulés et courts, sous lesquels sont visibles ses yeux, et présentent un ruban jaune à leurs extrémités. Ses parapodes sont translucides et tachetés de noir sur le côté externe et de rouge jusqu’à son pied. Sa glande digestive est visible au travers de ses parapodes. Les parapodes antérieurs ne sont pas fusionnés et leur hauteur est variable.

## Anatomie
Elysia asbecki possède un tube digestif divisé en plusieurs parties d’histologie différente. Le début du tube oral est constitué de cellules ciliées, tandis que dans la zone postérieure, il possède des sous-glandes épithéliales et des glandes acides. Elysia asbecki possède une radula, celle ci possède quatorze dents dans la partie principale. Ses glandes salivaires, contenant des cellules sécrétrices qui se trouvent sur la face ventrale dans la zone postérieure et latérale. Son œsophage va du pharynx jusqu’à l'estomac situé sous la face dorsale, il a un épithélium très plissé et cilié, comportant peu de cellules glandulaires. L’estomac est grand et composé d’un épithélium, intercalé entre deux glandes digestives (droite et gauche). Ces dernières sont fortement ramifiées, étalées sur une grande partie du corps et contiennent des chloroplastes. Son intestin se situe à l'arrière de l’estomac et se termine entre le pied et les parapodes. Il est composé d’un épithélium de cellules ciliées sans glandes et contient des chloroplastes par endroits.

## Répartition géographique
Elysia asbecki se rencontre sur l’île Lizard (d) (Australie occidentale), aux îles Samoa, en Papouasie-Nouvelle-Guinée, en Indonésie, aux Philippines et au Japon ainsi que dans les îles Hawaï. Elysia asbecki n’étant pas une espèce beaucoup étudiée, il est possible qu’elle ait été décrite sous un autre nom dans certaines zones,.

## Étymologie
Son nom spécifique, asbecki, lui a été donné en l'honneur de Frank Asbeck (d), entrepreneur allemand directeur de la société SolarWorld, pour son soutien continuel au musée Alexander Koenig dont font partie Heike Wägele et Katharina Händeler.

### Publication originale
- (en) Heike Wägele, Kristina Stemmer, Ingo Burghardt et Katharina Händeler, « Two new sacoglossan sea slug species (Opisthobranchia, Gastropoda): Ercolania annelyleorum sp. nov. (Limapontioidea) and Elysia asbecki sp. nov. (Plakobranchoidea), with notes on anatomy, histology and biology », Zootaxa, Magnolia Press (d), vol. 2676, no 1,‎ 15 novembre 2010, p. 1 (ISSN 1175-5334 et 1175-5326, OCLC 49030618, DOI 10.11646/ZOOTAXA.2676.1.1, lire en ligne).

### références taxonomiques
- (en) BioLib : Elysia asbecki  Wägele, Stemmer, Borghardt & Händeler, 2010 (consulté le 27 mai 2021)
- (en) NCBI : Elysia asbecki  Wagele, Stemmer, Borghardt & Handeler, 2010 (taxons inclus) (consulté le 27 mai 2021)
- (en) WoRMS : espèce Elysia asbecki Wägele, Stemmer, Burghardt & Händeler, 2010 (consulté le 27 mai 2021)